# 华强集团

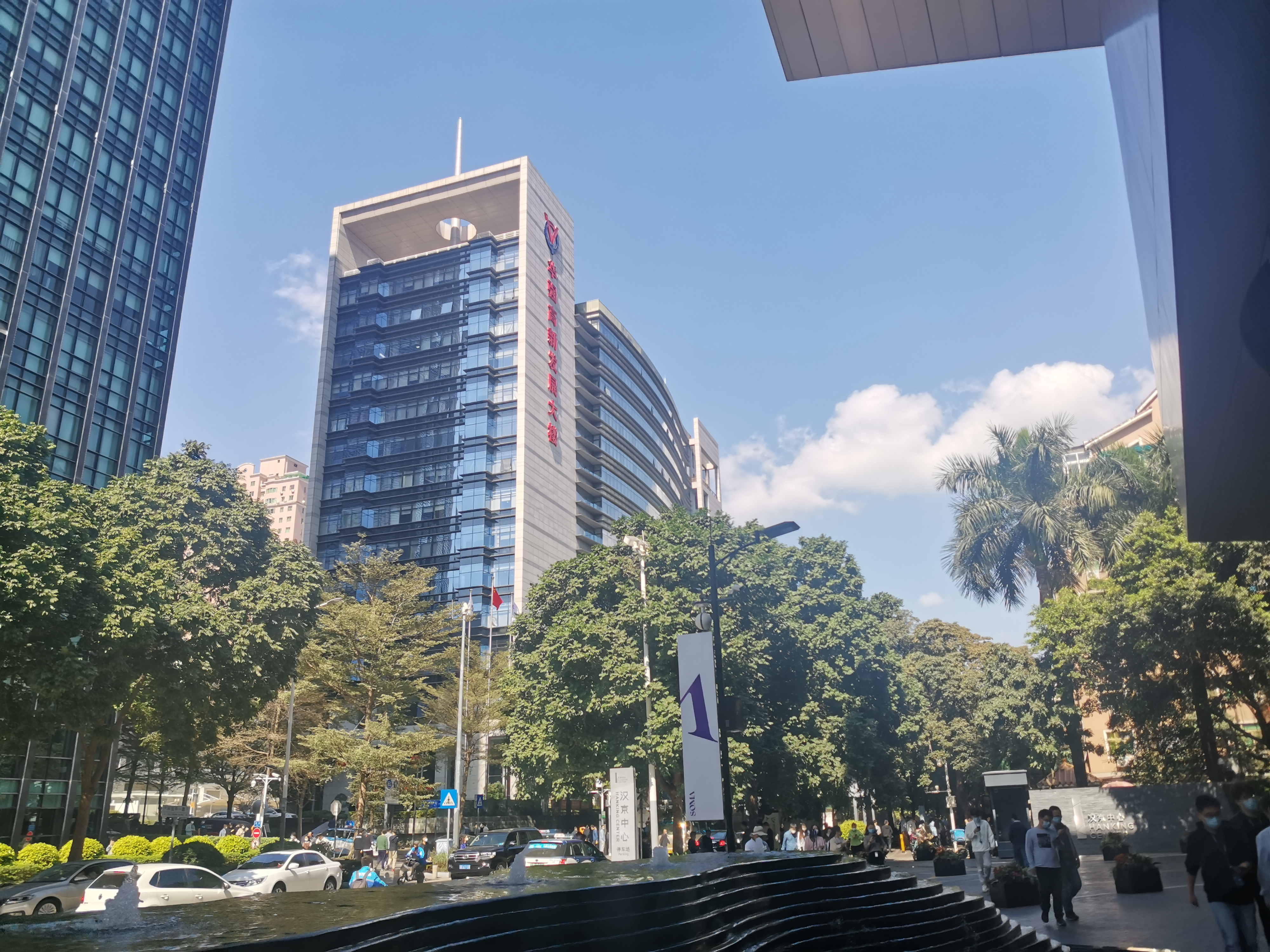
华强高新发展大厦，华强集团，及华强方特的总部大楼之一

深圳华强集团有限公司是一家以高科技产业为主导的大型投资控股公司，创建于1979年，以文化科技产业、云产业、电子信息高端服务业、商业地产、金融服务业等为主要业务。
目前，华强集团拥有90多家投资企业，拥有多家中国国家级高新技术企业及国家级技术开发中心。

## 概况

### 历史

#### 初创

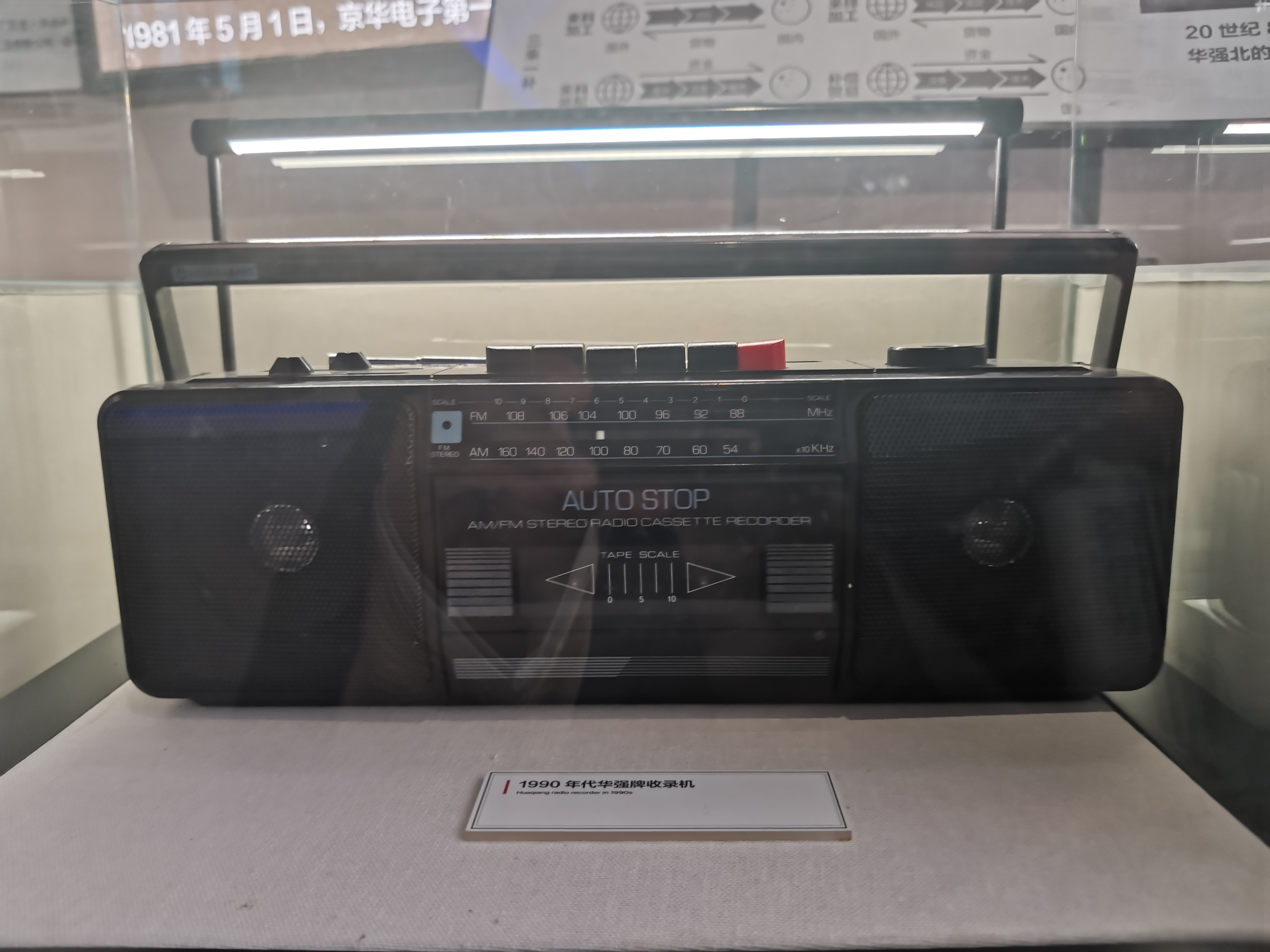
华强早期生产的磁带播放机

1979年，中国大裁军费，不少军工厂经营困难，面临停产。为解决“军转民”之后因地处偏僻而造成的发展问题，广东省电子局决定将属下原位于韶关南岭山区三家军工厂——红权电子厂，东方红机械厂，先锋机械厂；合并经营并迁往深圳以支持特区建设。最后这家企业以中华民族富裕强大寓意而定名“华强”，深圳市征用福田公社上步大队的15万平方米土地作为厂址。1979年9月，深圳华强电子工业公司成立，时任广东省电子局副局长刘忠山出任首位党委书记，董事长，总经理，厂区门口道路被命名为华强路，也是日后华强北商业街的由来。
华强公司初创时只有临时的竹木棚屋，没有生产资金，条件艰苦，人员出自原先的三家军工厂；经营管理制度，民用电子技术都很薄弱。为了生存，华强先从来料加工订单做起。在为日本三洋公司代工生产小收音机的过程中，初步积累了部分资金。1984年，由基建工程兵援建的第一代两栋七层楼标准厂房建成，同年4月，华强与三洋电机签订协议，成立华强三洋公司，为三洋生产收音机，收录机，电视机，日后拓展到磁头，录像机。

#### 80年代——90年代
1992年，对集团内企业重组之后成立深圳华强实业股份有限公司（华强实业）。
1993年5月21日，华强电子与三洋合资，成立深圳三洋华强激光电子有限公司（三洋华强激光）。主要生产CD/DVD激光头、CD/DVD机芯及其应用产品。当年出口创汇10405万美元，占全国百家电子企业出口创汇总额14.1%，排名第一。
1995年，成立深圳三洋华强能源有限公司，生产充电电池。
1997年1月30日 华强实业股票首次在深圳证券交易所挂牌上市。
1998年7月，在最初的三栋厂房基础上，华强电子世界正式开业，并迅速成为我国规模最大、品类最全的电子元器件交易展示中心。

### 产业布局
华强集团旗下有深圳华强方特文化科技集团股份有限公司、深圳华强实业股份有限公司（深交所：000062）、深圳华强新城市发展有限公司、华强云投资控股有限公司、深圳华强供应链管理有限公司、深圳华强集团财务有限公司等子公司分别从事文化科技产业、云产业、电子信息高端服务业、商业地产、金融服务业等不同产业。

### 企业现况
该企业在电子精密制造领域处于国际领先地位，生产全世界25%的微型马达、激光头及其应用产品。（旗下激光电子有限公司）
同时在芜湖、泰安、青岛、沈阳、株洲、郑州、厦门、南宁建有“方特欢乐世界”和“方特梦幻王国”等几十余座大型文化科技主题公园。（旗下方特文化科技集团）
2007年，在中国国家信息产业部授权和指导下创建，编制、运行中国电子行业唯一的电子产品市场价格指数——华强北·中国电子市场价格指数（华强北指数）。该指数于2010年开始被CCTV-2《经济信息联播》采录。目前每周一期报送中国中华人民共和国国务院办公厅等中国中央政府部委，成为国家制订宏观调控政策的重要参考数据。市场日益认可其权威性，被认为是中国电子市场的“风向标”、“晴雨表”。（旗下华强北电子市场价格指数有限公司）
另外拥有12家大型电子专业连锁卖场——华强电子世界，和中国电子元器件领域排名前列的垂直B2B网站——华强电子网。（旗下华强电子世界管理有限公司、深圳华强电子交易网络有限公司）

## 下屬公司

### 深圳华强方特文化科技集团股份有限公司
- 深圳华强方特投资有限公司
- 深圳华强数码电影有限公司（现华强方特（深圳）电影有限公司）
- 深圳华强智能技术有限公司（现华强方特（深圳）智能技术有限公司）
- 深圳华强数字动漫有限公司（现华强方特（深圳）动漫有限公司）
- 深圳华强文化产品发展有限公司
- 华强方特影业投资有限公司
- 深圳华强工程设计院有限公司
- 华强文化科技研究院
- 华强创意设计院

### 深圳华强实业股份有限公司
- 深圳华强电子世界管理有限公司
- 深圳华强电子世界网络技术有限公司
- 深圳华强电子交易网络有限公司
- 深圳华强聚丰电子科技有限公司
- 深圳华强中电市场指数有限公司
- 深圳市华强北电子市场价格指数有限公司
- 深圳华强广场控股有限公司
- 济南华强广场置业有限公司
- 石家庄华强广场房地产开发有限公司
- 深圳华强联大电子信息有限公司
- 深圳华强沃光科技有限公司

### 深圳华强新城市发展有限公司
- 芜湖市华强旅游城投资开发有限公司
- 芜湖市华强广场置业有限公司
- 深圳华强（南通）投资有限公司
- 沈阳华强新城市发展有限公司
- 沈阳华强房地产开发有限公司
- 沈阳华强金廊城市广场置业有限公司
- 营口华强新城市发展有限公司
- 安阳华强新城市发展有限公司
- 郑州华强广场置业有限公司
- 青岛华强新城市置业有限公司
- 深圳华强商业管理有限公司
- 深圳华强酒店管理有限公司
- 深圳华强物业管理有限公司

### 华强云投资控股有限公司
- 东莞华强信息科技有限公司
- 深圳华强激光电子有限公司
- 深圳华强能源技术有限公司
- 深圳华强物流发展有限公司
- 深圳华强信息产业有限公司

### 深圳华强供应链管理有限公司
- 深圳华强联合计算机工程有限公司

## 爭議
有媒體報導稱，华强北这里诞生了难以计数的国产或山寨手机品牌，山寨机花样百出，因此华强北成为电子界的“莆田系”。
2011年，在华强北路曼哈数码广场以东的居民楼上，近千部山寨的苹果、诺基亚手机被扔。起因於当地警方打击山寨手机的行动中，山寨手机生产者扔下手机销毁证物。